# Lars Gathenhielm
Lars Gathenhielm (conhecido também como Lasse i Gatan ; nascido em 30 de novembro de 1689 na região de Onsala, Halland, falecido em 25 de abril de 1718 em Gotemburgo) foi um corsário sueco, com autorização real para atacar e pilhar navios de outras nacionalidades, sobretudo dinamarqueses e russos, mas também noruegueses, ingleses e holandeses.
Lasse i Gatan iniciou a sua carreira como corsário em 1710, foi em seguida nomeado corsário real (konungens kapare) pelo rei Carlos XIInobre, e tornado nobre em 1715, tendo então recebido o nome Gathenhielm. 

Em 1717, dispunha de uns 50 navios de corso, sediados em Gotemburgo. A tradição atribui-lhe uma particular conexão ao bairro de Majorna, onde ainda existe a Casa de Gathenhielm (Gathenhielmska huset), onde viveu a sua viúva Ingela Gathenhielm, e a Reserva cultural de Gathenhielm (Gathenhielmska reservatet), conservando casas e ruas da época.

A sua personagem, envolvida em quimeras, aparece em várias obras literárias de autores como Verner von Heidenstam e Selma Lagerlöf.